# Selma, Lord, Selma
Selma, Lord, Selma es un telefilme dramático de 1999 dirigida por Charles Burnett y protagonizado por Mackenzie Astin, Jurnee Smollett y Clifton Powell.
El telefilme está basado en las memorias de Sheyann Webb y Rachel West Nelson Selma, Lord, Selma: Girlhood Memories of the Civil Rights Days (1997) estando basado además en los acontecimientos que llevaron a las marchas de Selma a Montgomery de 1965.

## Argumento
Selma, Lord, Selma narra la historia de una niña afroamericana en Alabama durante la lucha por los derechos civiles en 1965, en la que se destaca la marcha de Selma a Montgomery liderada por Martin Luther King Jr., vista a través de los ojos de esa niña.
Por el camino también se observa la esencia del movimiento además de subrayar la importancia de la valentía y la justicia en tiempos de adversidad.

## Reparto
| Actor             | Personaje               |
| ----------------- | ----------------------- |
| Mackenzie Astin   | Jonathan Daniels        |
| Jurnee Smollett   | Sheyann Webb            |
| Clifton Powell    | Martin Luther King, Jr. |
| Ella Joyce        | Betty Webb              |
| Yolanda King      | Sra. Bright             |
| Elizabeth Omilami | Amelia Boynton          |
| Brett Rice        | Sheriff Pots            |
| Margo Moorer      | Alice West              |
| Von Coulter       | Tom West                |
| Danny Nelson      | Padre Whitaker          |

## Recepción
Hoy en día el telefilme ha sido valorado en portales cinematográficos. En IMDb, por ejemplo, con 607 votos registrados, el largometraje obtiene una media ponderada de 7,1 sobre 10. En cuanto a Rotten Tomatoes, los más de 250 votos registrados allí le dieron una valoración media de 4,5 de 5. También cabe destacar, que en La Vanguardia el 69 % de los usuarios registrados en ese periódico le dan una valoración positiva.